# Menorquín de Florida
El mahonés de San Agustín (conocido también como menorquín de Florida) era la variedad lingüística del catalán que se habló en la ciudad de San Agustín, Florida, en Estados Unidos, a finales del siglo XVIII y durante todo el siglo XIX, llevado por una colonia de gente proveniente de Mahón.
En el año 1768, una gran cantidad de menorquines, junto con otros trabajadores italianos y griegos, partieron hacia Florida para establecerse como una colonia agrícola, en la época en la que Menorca y Florida todavía estaban bajo dominio británico, manteniendo desde entonces una cultura propia.
Económicamente, el proyecto fue un desastre, pero los inmigrantes menorquines no abandonaron Florida ni tampoco su lengua, que sobrevivió hasta el siglo XX. El lingüista Philip Rasico, que se encargó de estudiarlo, todavía encontró un buen puñado de palabras y pervivencias. El catalán fue la lengua de las casas, de las calles y de los obradores de la ciudad de San Agustín.

## Historia

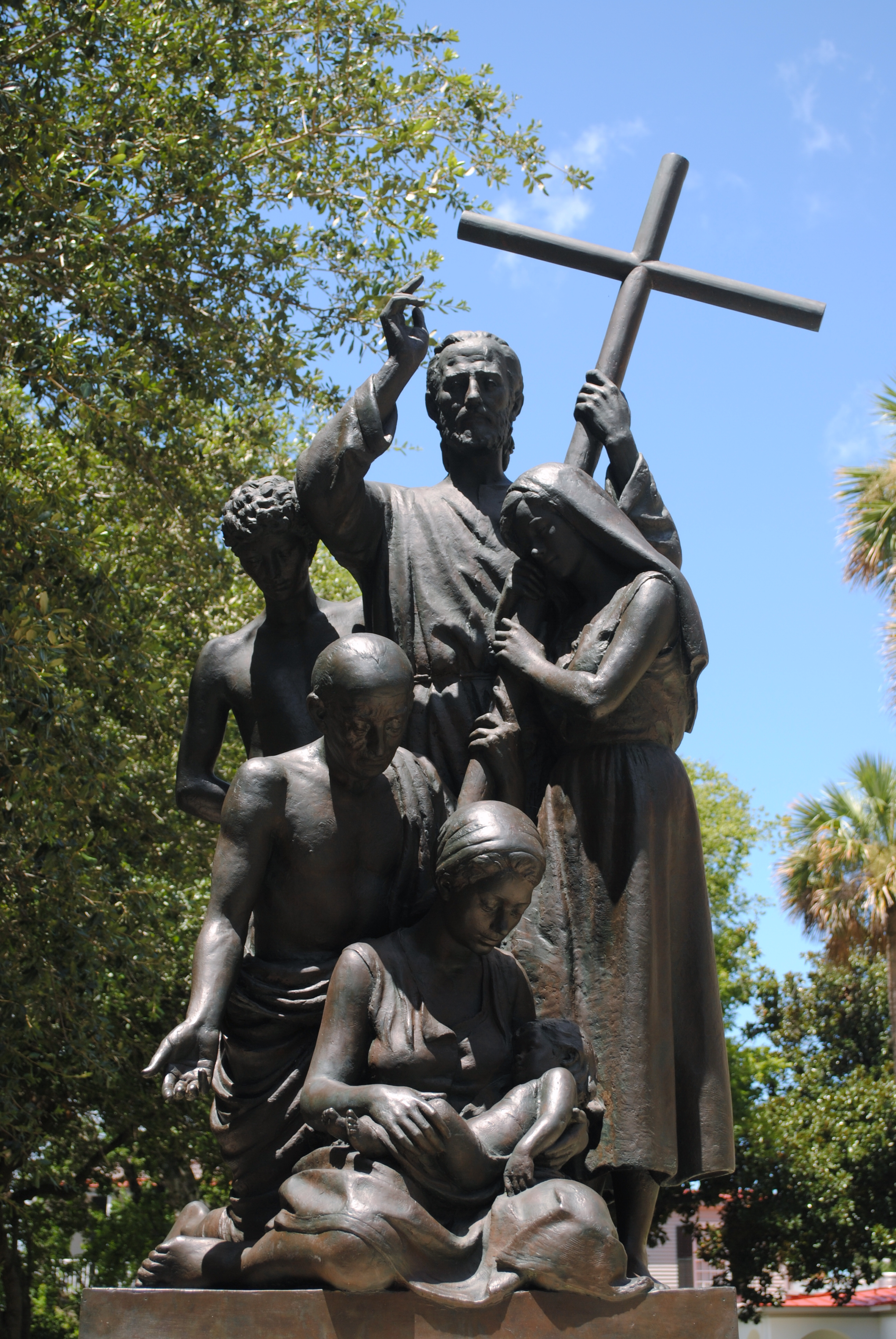
Monumento al cura Pere Camps de Mercadal en los jardines de la catedral de San Agustín, Florida.

El Tratado de París de 1763 cedió el territorio de Florida de España a Gran Bretaña. El rey Jorge III emitió la Proclamación Real de 1763 para promover la colonización del territorio recién adquirido. El Dr. Andrew Turnbull y sus socios, Sir William Duncan y Sir Richard Grenville, poseían el título de más de 100.000 acres de tierra en el territorio recién adquirido.
Turnbull llegó a Mahón en Menorca en junio de 1767 y luego viajó a Livorno, Italia, para reclutar más trabajadores. Los que se apuntaron fueron enviados de vuelta a Menorca. Mientras tanto, los agentes encontraron griegos corsos dispuestos a inscribirse también. No tuvo tanta suerte en la Grecia continental, con sólo poco más de 200 firmantes, pero cuando Turnbull regresó a Mahón en febrero descubrió que muchos de los italianos se habían casado con mujeres menorquinas, y aproximadamente 1.000 menorquines se unieron al proyecto.
El 17 de abril de 1768, Turnbull salió de Menorca con ocho barcos que transportaban a 1.403 colonos, de los cuales 148 murieron en el camino y en la colonia de Nueva Esmirna, antes de llegar a la nueva colonia en Mosquito Inlet, 70 millas al sur de San Agustín. Los menorquines eran contratados como sirvientes por un número determinado de años, a cambio de tierras y libertad.
En el otoño de 1777, los trabajadores habían decidido que ya era suficiente y varios de ellos caminaron hasta San Agustín para solicitar al gobernador del este de Florida, Patrick Tonyn, que los liberara de sus contratos. Toyn dio refugio a los trabajadores, les concedió un área en la sección noroeste de la antigua ciudad amurallada, ayudando a formar el núcleo de San Agustín, y practicó la agricultura, la pesca y el comercio. La Paz de París de 1783 devolvió Florida a España, y los menorquines se unieron a ellos y permanecieron en San Agustín cuando Florida se unió a los Estados Unidos.